# Regeringen Staaff I
Regeringen Staaff I var Karl Staaffs första regeringsbildning som  Sveriges statsminister. Regeringen efterträdde Regeringen Lundeberg 7 november 1905 i samband med andrakammarvalet 1905, och efterträddes av Regeringen Lindman I 29 maj 1906.
Regeringen tillträdde i samband med att Frisinnade landsföreningen fick majoritet i valet 1905, och statsråden var samtliga partimedlemmar. Därmed bildade Karl Staaff Sveriges första liberala ministär. Under ministären försökte Staaff driva igenom en rösträttsreform, men fick inte Första kammaren med sig där högern förespråkade proportionella val framför majoritetsval, varför han upplöste regeringen efter drygt ett halvt år.

## Statsråd
| Statsminister         |  | Karl Staaff               | 7 november 1905 | 29 maj 1906 | Liberala samlingspartiet |
| Justitieminister      |  | Karl Staaff               | 7 november 1905 | 29 maj 1906 | Liberala samlingspartiet |
| Utrikesminister       |  | Eric Trolle               | 7 november 1905 | 29 maj 1906 | Liberala samlingspartiet |
| Krigsminister         |  | Lars Tingsten             | 7 november 1905 | 29 maj 1906 | Partilös                 |
| Sjöförsvarsminister   |  | Ludvig Sidner             | 7 november 1905 | 29 maj 1906 | Liberala samlingspartiet |
| Civilminister         |  | Axel Schotte              | 7 november 1905 | 29 maj 1906 | Liberala samlingspartiet |
| Finansminister        |  | Elof Biesèrt              | 7 november 1905 | 29 maj 1906 | Liberala samlingspartiet |
| Ecklesiastikminister  |  | Fridtjuv Berg             | 7 november 1905 | 29 maj 1906 | Liberala samlingspartiet |
| Jordbruksminister     |  | Gösta Tamm                | 7 november 1905 | 29 maj 1906 | Liberala samlingspartiet |
| Konsultativa statsråd |  |                           |                 |             |                          |
| Konsultativt statsråd |  | Erik Marks von Würtemberg | 7 november 1905 | 29 maj 1906 | Liberala samlingspartiet |
| Konsultativt statsråd |  | Johannes Hellner          | 7 november 1905 | 29 maj 1906 | Partilös                 |
| Konsultativt statsråd |  | David Bergström           | 7 november 1905 | 29 maj 1906 | Liberala samlingspartiet |